# André Auras
André Auras (né le 22 avril 1991 à Dakar au Sénégal) est un footballeur franco-sénégalais évoluant au poste de milieu défensif à l'En-Avant de Saint-Renan.

## Biographie

### Formation
À 15 ans, André Auras rejoint le centre de formation de l'AJ Auxerre. Il fait partie de l'AJ Auxerre jusqu'en 2011 quand il signe son premier contrat avec le Stade brestois, alors en Ligue 1 à l'époque. Il joue alors principalement avec l'équipe réserve.

### Parcours professionnel
En janvier 2013, il signe un premier contrat professionnel de deux saisons après deux apparitions en Ligue 1,. De février 2013 à janvier 2014, André Auras  fait onze apparitions en Ligue 1 et deux en Ligue 2, après la relégation de Brest à la fin de la saison 2012-2013.
En février 2014, le Stade brestois fait une annonce officielle en mentionnant qu'André Auras a décliné une offre de contrat du club pour rejoindre l'équipe réserve du Galaxy de Los Angeles évoluant United Soccer League,. André Auras fait ses débuts pour dans son nouveau club le 7 avril 2014 contre le Energy FC d'Oklahoma City avec une passe décisive à la 39e minute.

### Sélection
Lors de son passage à l'AJ Auxerre, il évolue dans les sélections françaises de jeunes et participe notamment en 2008 au championnat d'Europe des moins des 17 ans dans lequel la France s'incline en finale.